# Panský vrch
Panský vrch (834,3 m n. m.) se nachází v Libínské hornatině, 3,5 kilometru jižně od Záblatí, v katastrálním území Hlásná Lhota. Na ostrožně vybíhající z něj k jihu stojí zřícenina hradu Hus. Panský vrch má podobu plochého dvojvrcholu na krátkém strukturním hřbetu, který je ze tří stran obtékán řekou Blanicí. Ta tu v hlubokém kaňonovitém údolí vytváří zaklesnuté meandry. Na příkrých svazích jsou patrné projevy zvětrávání skalních útvarů. Geologicky náleží Panský vrch k moldanubiku a je budován biotitickými migmatity. Pod východním svahem vrchu se nachází Křišťanovický rybník.